# 索特拉光斑
索特拉光斑 （依據挪威的索特拉島命名） 是土星最大的衛星，泰坦上一個明顯的特徵，被認為是跨距達到65（40英里）的一座冰火山。它有兩座山峰，個別的高度大約是1,000（3,300英尺）和 1,500（4,900英尺），並且有許多深度可能達到1,500（4,900英尺）的深坑。在山的側面有像手指一樣的流動痕跡，測量到的厚度可能有100（330英尺） 。

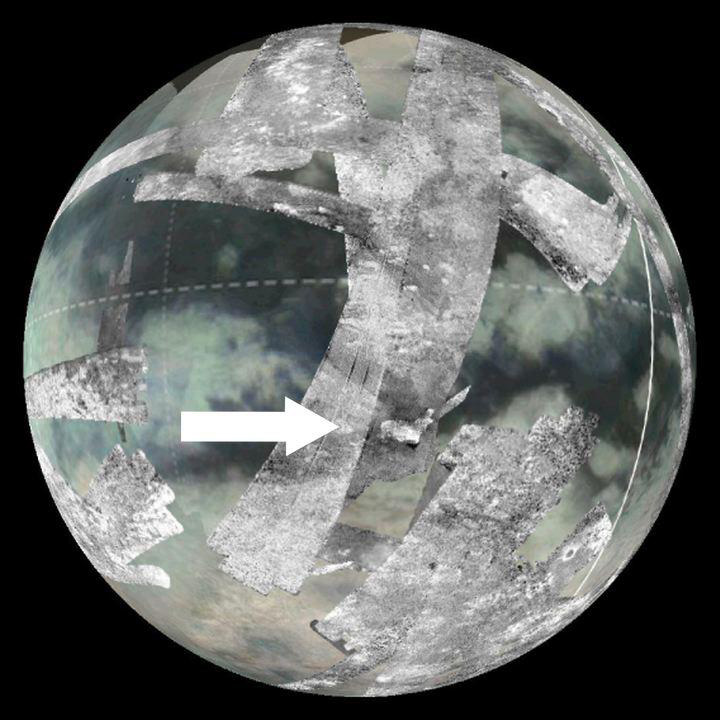
顯示在土衛六全域圖上的索特拉光斑的位置。

卡西尼－惠更斯號任務使用卡西尼軌道船上的攜帶的雷達和可見光和紅外光譜儀已經繪製索特拉光斑的地圖。在2004年早期對這個地區的觀測已經看見這個明亮的圓形亮點或光斑，並給了「玫瑰」的暱稱。之後卡西尼以不同的角度反復觀察這個地區，使美國地質調查局的天體地質科學中心的成員可以繪製出索特拉光斑和周圍地區的立體地圖。研究人員還至少發現了兩座山和另一個大坑，形成山脈兩側低地覆蓋著熔岩，長數百公里的長鏈。
亞利桑那大學的行星科學家Jeffrey Kargel認為，到目前為止，索特拉光斑是在冰冷的衛星上的任意地區，有火山地質存在的最佳證據。它已經與地球上亞利桑那州旗竿鎮附近，埃特納峰的拉基和火山錐比較過。目前還沒有顯示活動的證據，但研究人員計畫要監視這個區域的變化。
目前尚不清楚從索拉特光斑會噴發出甚麼——可能是水與氨的混合物，或是更易乎尋常的烴類化合物，像是聚乙烯、石蠟或瀝青。這種噴發還可能將甲烷帶到表面。土衛六濃厚大氣層頂端的甲烷不斷的被陽光裂解，冰火山可以解釋大氣如何補充甲烷。
索特拉光斑噴發的來源被推測為在土衛六的冰凍的地殼下有一層的液態水。山脈中沉重的坑穴顯示它的噴發有著巨大的力量，但是其中發生的確切機制仍不清楚。液態水的密度通常比冰更高，但是水的密度可能因為與其他物質混合，例如氨，而使密度降低，進而可以強制的方式將其送至表面。另外，其它一些機制，例如地下形成的甲烷氣泡或構造的壓力累積，都可能有關聯。

## 外部連結
- "Sotra Facula Archive.today的存檔，存档日期2012-07-23". Gazetteer of Planetary Nomenclature, International Astronomical Union (IAU) Working Group for Planetary System Nomenclature (WGPSN).